# 70e cérémonie des New York Film Critics Circle Awards
La 70e cérémonie des New York Film Critics Circle Awards, décernés par le New York Film Critics Circle, a eu lieu le 13 décembre 2004, et a récompensé les films réalisés dans l'année.

## Palmarès

### Meilleur film
- Sideways
  - Eternal Sunshine of the Spotless Mind
  - Million Dollar Baby
  - Kinsey

### Meilleur réalisateur
- Clint Eastwood pour Million Dollar Baby
  - Zhang Yimou pour Le Secret des poignards volants (十面埋伏, shí miàn mái fú)

### Meilleur acteur
- Paul Giamatti pour le rôle de Miles Raymond dans Sideways
  - Jamie Foxx pour le rôle de Ray Charles dans Ray
  - Don Cheadle pour le rôle de Paul Rusesabagina dans Hotel Rwanda
  - Clint Eastwood pour le rôle de Frankie Dunn dans Million Dollar Baby

### Meilleure actrice
- Imelda Staunton pour le rôle de Vera Drake dans Vera Drake
  - Kate Winslet pour le rôle de Clementine Kruczynski dans Eternal Sunshine of the Spotless Mind
  - Annette Bening pour le rôle de Julia Lambert dans Adorable Julia (Being Julia)

### Meilleur acteur dans un second rôle
- Clive Owen pour le rôle de Larry Gray dans Closer, entre adultes consentants (Closer)
  - Thomas Haden Church pour le rôle de Jack Cole dans Sideways

### Meilleure actrice dans un second rôle
- Virginia Madsen pour le rôle de Maya Randall dans Sideways

### Meilleur scénario
- Sideways – Alexander Payne et Jim Taylor
  - Eternal Sunshine of the Spotless Mind – Charlie Kaufman

### Meilleure photographie
- Hero (英雄, Ying xiong) – Christopher Doyle

### Meilleur film en langue étrangère
- La Mauvaise Éducation (La mala educación) •  Espagne

### Meilleur film d'animation
- Les Indestructibles (The Incredibles)

### Meilleur premier film
- Joshua Marston pour Maria, pleine de grâce (María, llena eres de gracia)

### Meilleur documentaire
- Fahrenheit 9/11
  - Tarnation

### Prix spécial
- Milestone Films